# 黃金300秒
《黃金300秒》，官方英文名Golden 300 Seconds，是中天綜合台播出的一個遊戲節目，艾迪斯傳播製作，2012年7月26日起於臺灣時間的晚間七時播出，主持人是吳宗憲。2013年1月12日的錄影是吳宗憲的最後一次錄影，於1月25日播出最後一集。

## 節目概要
參賽者由一位或一組素人與一位或一組藝人捉對廝殺。每組來賓均可挑選節目內的「天使」與「黃金戰士」共同完成製作單位指定的遊戲項目。前四種大部分的遊戲之每一秒代表新臺幣500圓整，第五種遊戲之每一秒代表新臺幣1,000圓整。若參賽者挑戰成功，前四項遊戲的算法，則為剩下的秒數再乘以500，即該位參賽者所能獲得的獎金；後一項則為剩下的秒數再乘以1,000。當然，前提之下是兩組參賽者耗時的秒數最少即完成任務者，則為優勝。得分最高者，還必須通過主持人設立的「黃金任務」（後期改稱為「黃金ATM」），才能取得獎金。

## 遊戲內容
下列遊戲以有出現的作為記錄（未出現不以記錄），排序以節目先後的出現順序為主。
- 移洞城堡（Extreme Nutstacker）：

〈移洞城堡〉是參賽者於60秒內，只能以嘴含粗吸管，並不用手咬粗吸管穿透螺帽的方式，安置在相隔30公分旁的倒置水杯上。以螺帽的六角邊緣為基底，連續相疊五個，即可過關。遊戲名稱源自電影《霍爾的移動城堡》，取其諧音。
- 秒殺筷子手（Back Flip）：

〈秒殺筷子手〉是參賽者於60秒內，先以手取出每個桶子內的20根筷子（前期為15根），並放在手的手背上，並以技巧性的抓握的方式一次抓住這15根的筷子。8個桶子的機會，參賽者須完成3個桶子，即可過關。遊戲名稱之「秒殺」源自流行語；而「筷子手」是源自「劊子手」，取其諧音，以達遊戲目的。
- 走鋼索的球（Drop Zone）：

〈走鋼索的球〉是參賽者於60秒內，拉住兩根較粗的中國結繩子，控制此兩根繩子上的乒乓球，並將乒乓球停留在兩處指定位置，即可過關。遊戲名稱，源自電影《走鋼索的人》（英文：The Walk），並將「人」字改成「球」字，以達遊戲宗旨。
- 風和日曆：

〈風和日曆〉是參賽者於60秒內，以手持扇子的方式，對著日曆扇風，扇出主持人指定之日期，即可過關。遊戲名稱源自成語「風和日麗」，並取其諧音。
- 神偷碟影：

〈神偷碟影〉是參賽者於60秒內，以技巧性的方式，用手接住五片的光碟片，即可過關。遊戲名稱源自電影《神偷諜影》，並將諜改成諧音字碟。
- 翻滾吧！小罐子：

〈翻滾吧！小罐子〉有兩種版本，第一種是參賽者於60秒內，以只能兩手握托盤的方式，將托盤上的兩罐飲料（同〈我最搖擺〉使用的飲料）以技巧性的方式，將原本朝下的罐子翻轉朝上，兩個罐子都一樣才算完成，參賽者必須於時限內翻轉3組才能過關。
第二種是參賽者於60秒內，以只能兩手握托盤的方式，將托盤上的三罐飲料以技巧性的方式，將原本朝下的罐子翻轉朝上，三個罐子都一樣才算完成，參賽者必須於時限內翻轉2組才能過關。
遊戲名稱源自電影《翻滾吧！阿信》，將阿信（本名林育信）改成「小罐子」。
- 投筆不從容（Speed Eraser）：

〈投筆不從容〉是參賽者於60秒內，利用鉛筆頭頂橡皮擦的彈性作用，將鉛筆彈入指定的筆筒內，完成3組即可過關。遊戲名稱源自成語「投筆從戎」，將「從戎」一詞取諧音「從容」，並以否定的方式，要參賽者不要太急。
- 氣勢乓礡（Deck the Balls）：

〈氣勢乓礡〉是參賽者於60秒內，透過一根長約1公尺的塑膠製硬管，並用嘴巴吸取的方式，吸住乒乓球，並持續吸，走到特定地點，將乒乓球擲入指定容器內，即可過關。遊戲名稱源自成語「氣勢磅礡」，並將磅改成乓。
- 天王最愛：

〈天王最愛〉是參賽者在60秒的時間限制內，安裝完6個LED燈泡，並開啟總電源開關。若6顆燈泡都亮，才能過關。遊戲名稱源自吳宗憲投資於廠商經營之LED省電燈泡。
- 擠眉弄眼（Face the Cookie）：

〈擠眉弄眼〉是參賽者在60秒的時間限制內，先將1塊旺旺仙貝放置在參賽者自己的額頭上，不限直放或橫放，然後再不能以手碰旺旺仙貝，只能扭動參賽者臉部的肌肉，任何扭動的方式均可，將這一塊旺旺仙貝送入參賽者自己的嘴巴內吃完1片，即可過關。遊戲名稱，源自成語「擠眉弄眼」。
- 毛毛蟲（Magic Carpet Ride）：

〈毛毛蟲〉有兩種版本，第一種是參賽者於60秒內，以坐姿坐在一塊特製腳踏墊上，並且以反覆彎曲膝蓋的方式「行進」，看似一條蠕動的毛毛蟲。行進約有2至3公尺的距離後，以特殊安全帽，將頭頂上的氣球弄破後，再行進約1公尺的距離，取起終點旗，即可過關。
第二種是參賽者於60秒內，以坐姿坐在一塊特製腳踏墊上，並且以反覆彎曲膝蓋的方式「行進」。前進的方向是順時鐘方向，途中要繞過錐柱，繞一圈回來後，以特殊安全帽，將頭頂上的氣球弄破後即可過關。
- 人體棉花糖：

〈人體棉花糖〉有三種版本，第一種是參賽者於60秒內，以「人體『自轉』」的方式，將一段長100英尺的保鮮膜纏繞在自己的身上，就像製作棉絮狀的棉花糖一樣。參賽者「捲」好保鮮膜後，還要走向距離3公尺的氣球道具，利用頭戴頂端含有針頭的安全帽特殊道具刺破氣球，即可過關。
第二種也是參賽者於60秒內，以「人體『自轉』」的方式，將一段長100英尺的保鮮膜纏繞在自己的身上，就像製作棉絮狀的棉花糖一樣。但「捲」好保鮮膜後，還要拿敲鑼的棒子走向距離3公尺的鑼並敲到鑼，即可過關。
第三種是參賽者於60秒內，以「人體『自轉』」的方式，將一段長100英尺的保鮮膜纏繞在自己的身上，就像製作棉絮狀的棉花糖一樣。但「捲」好保鮮膜後，用上面有釘子的米奇手套打爆氣球，即可過關。
- 甜蜜蜜（A Bit Dicey）：

〈甜蜜蜜〉是參賽者於60秒內，口咬奶油刀，並以單手取得方糖後，將方塊以垂直的方式堆疊，共堆疊6顆方糖，即可過關。遊戲名稱源自鄧麗君之歌曲〈甜蜜蜜〉。
- 弱不筋風（Sharp Shooter）：

〈弱不筋風〉有兩種版本，但參賽者的時間均為60秒，以及手持橡皮筋，面對著約3公尺的目標射擊。第一種版本的目標是距離3公尺遠的蠟燭台，參賽者將蠟燭台上正在燃燒的蠟燭，以「射橡皮筋」的方式射熄。蠟燭的直徑較大，因此參賽者的力道再怎樣大也不易被射倒。3組特製蠟燭，必須射熄2組，即可過關。
第二種版本的目標也是距離3公尺遠的3顆飄浮保麗龍球，也是同樣用射橡皮筋的方式彈開。3顆球擊中2顆球，即可過關。
遊戲名稱源自成語「弱不禁風」，並將禁改成諧音字筋。
- 吃緊弄破碗：

〈吃緊弄破碗〉是參賽者於60秒內，只能以單手的方式，將每一個重量都很輕的免洗碗，以「一上一下」的方式相互堆疊，總計要完成16個碗，才能過關。遊戲名稱源自閩南語俗諺「食緊挵破碗」，普通話的意思是「吃太快而把碗弄破了」（比喻欲速則不達）。
- 順手千洋（Mouth to Mouth）：

〈順手千洋〉是參賽者於60秒內，透過技巧性的方式，將每一組以上端為600毫升瓶口朝下，與下端為2公升瓶口朝上夾住的新臺幣千元紙鈔取出。每個瓶子均裝滿水，並以藍色顏料識別之。取鈔的同時，瓶子不能倒，手也不能碰到瓶子的任何部分。水瓶兩兩「夾」鈔票的位置參考，是以該類鈔票的「地球儀」為基準。參賽者必須在8組水瓶的機會完成3次，即可過關。遊戲名稱源自成語「順手牽羊」，取其諧音，當中的「洋」，是「大洋」的「洋」字，也有「新臺幣」的意思。
- 衝破極憲：

〈衝破極憲〉是參賽者於60秒內，手持硬式塑膠長管，並站在距離5公尺的吳宗憲臉型標靶前，以吹箭取代筷子的方式，將筷子吹向臉型標靶。3個標靶當中完成2個，即可過關。遊戲名稱，源自電影《衝破極限》，將「限」字改成主持人名字當中的第三個字「憲」，以達遊戲宗旨。
- 頂天立幣：

〈頂天立幣〉是參賽者於60秒內，將6個新臺幣伍拾圓的銅板（直徑28釐米、重10公克），利用其厚度將其立起。參賽者必須以垂直於指定位置的方式排列，完成即可過關。參賽者有可能會因為一個硬幣倒下而導致其他站立中的硬幣也類似骨牌效應而一併倒下，故立硬幣時，要考慮硬幣相互之間的距離，還有手不能過度顫動。遊戲名稱源自成語「頂天立地」，並將「地」字取諧音，改為「幣」字。
- 吹飛之力：

〈吹飛之力〉有三種版本，第一種是參賽者於60秒內，以吹風機吹風口朝上的方式，運用伯努利定律與技巧性的方式，將保麗龍球運送至3公尺的另一端的杯子中，即可過關。運送之中，不可以用手觸球，僅可握住吹風機之把手。
第二種是在傳送保麗龍球運送至3公尺的另一端的途中，需要換另一隻吹風機來運送。只要成功把球送到另一端的杯子中，即可過關。
第三種是在傳送保麗龍球運送至3公尺的另一端的途中，設置三個由氣球設置的障礙。只要成功把球送到另一端的杯子中，即可過關。
遊戲名稱源自成語「吹灰之力」，將「灰」改成「飛」，以達遊戲宗旨。
- 我鑰回家：

〈我鑰回家〉是參賽者於60秒內，手持特製釣竿，釣竿的線端綁著一個迴紋針道具，並透過製作單位特製模擬人孔蓋與水溝沉積已久之爛泥，還有4把鑰匙深陷爛泥之情景，將其中1把鑰匙給「釣」出來。參賽者「釣」出來的鑰匙，必須透過此「人孔蓋」之洞穴，且不能掉回模擬爛泥內，才可過關。遊戲名稱源自朱之文演唱過之歌曲「〈我要回家〉」，並將「要」字改成「鑰」字，以達遊戲宗旨。
- 襪！好準：

- 易如翻掌：

〈易如翻掌〉是參賽者於60秒內，將4雙內外相反的橡膠手套（即洗碗用手套）反過來，並且手套的五根指頭都必須是完全突出，不能有任何凹陷，才能過關。參賽者可以使用空氣的體積與橡膠手套的彈性性質，以擠壓的方式將手套指頭的部分「擠」成形。遊戲名稱源自成語「易如反掌」，並將「反」取諧音，改成「翻」字。
- 我最搖擺（Buttons Up）：

〈我最搖擺〉是參賽者於60秒內，綁住一條長形絲襪於後端，而絲襪內有重物。以臀部左右搖擺的方式，將位在地板上方的兩罐飲料（如八寶粥或仙草蜜等固態罐裝飲料或食物）給撞倒，即可過關。遊戲名稱源自庾澄慶於《百萬大歌星》節目唱過之主題曲〈我最搖擺〉。
- 投頭是道：

〈投頭是道〉有四種版本，第一種是參賽者於60秒內，將網球（tennis ball）以彈性的方式，丟入特製的安全帽道具上。安全帽頂端有一個碗，參賽者必須要將球彈入兩回，球必須要維持在碗內停留約1秒的時間，才算入內。參賽者必須要完成2次，才可過關。
第二種是參賽者在60秒內，將黃金天使丟出來的球，彈入到特製的安全帽道具上。安全帽頂端有一個碗，參賽者必須要將球彈入兩回，球必須要維持在碗內停留約1秒的時間，才算入內。參賽者必須要完成2次，才可過關。
第三種是參賽者於60秒內，將硬式網球以彈性的方式，丟入特製的安全帽道具上。安全帽頂端有兩個碗，參賽者必須要將球彈入兩回，球必須要維持在碗內停留約1秒的時間，才算入內。參賽者必須要完成2次，才可過關。
第四種是求從網球改成羽球，以羽球單打比賽的模式，參賽者站在網子的右邊，另一位站在左邊，於60秒內，用打羽球的方式，把球接到入特製的安全帽道具上。球必須要維持在碗內停留約1秒的時間，才算入內。參賽者必須要完成2次，才可過關。
遊戲名稱源自成語「頭頭是道」，並將第一個字的「頭」改成「投」字。
- 夢寐以球：

〈夢寐以球〉是參賽者於60秒內，將硬式網球以彈性的方式，丟入另一端的玻璃杯中。參賽者必須要完成2球，才可過關。遊戲名稱源自成語「夢寐以求」，並將第四個字的「求」改成「球」字。
- 霹靂蕉娃：

〈霹靂蕉娃〉是參賽者於60秒內，不能用手只能用嘴巴將吊在桿子上面的香蕉吃到指定的位置才可過關。遊戲名稱源自電影《霹靂嬌娃》，並將「嬌」字改成香蕉的「蕉」字。
- 碟碟不咻：

〈碟碟不咻〉有兩種版本，第一種是參賽者於60秒內，以兩兩一組的方式，一名參賽者以躺臥的方式，用兩隻腳夾住另一名同伴(或是黃金天使)所拋出的飛碟。躺者必須要累計夾住3次飛盤，即可過關。
第二種是以兩兩一組的方式，一名參賽者以躺臥的方式，用兩隻腳夾住另一名同伴所拋出的飛碟。躺者必須要累計夾住2次飛盤，即可過關。
遊戲名稱源自成語「喋喋不休」，並將休改成諧音字咻。
- 打爆不平：

〈打爆不平〉有三種版本，第一種是參賽者兩兩一組，於60秒內以一人以吹風機以吹氣的方式「運輸」氣球，另一人在距離運輸者3公尺處，用充氣軟棒打爆這些氣球。打擊者打爆2顆氣球，即可過關。
第二種是參賽者兩兩一組，於60秒內以一人以吹風機以吹氣的方式「運輸」氣球，另一人在距離運輸者3公尺處並被鬆緊帶套住身體，用特製海綿軟棒打爆這些氣球。打爆2顆氣球，即可過關。
第三種是參賽者兩兩一組，於60秒內以一人以吹風機以吹氣的方式「運輸」氣球，另一人在距離運輸者3公尺處並被鬆緊帶套住身體，用上面有釘子的米奇手套打爆這些氣球。打爆2顆氣球，即可過關。
遊戲名稱源自成語「打抱不平」，並將「抱」字改成「爆」字。
- 神來一筆：

〈神來一筆〉是參賽者於60秒內，用手將鉛筆彈入指定的透明碗裡面，完成兩次即可過關。遊戲名稱源自成語「神來一筆」。
- 搖擺一屐棒：

〈搖擺一屐棒〉是參賽者於60秒內，穿著製作單位特製的一雙木屐，然後把球放在有盤子的安全帽，以左右搖擺的方式前進到另一端，把球倒進另一端的容器即可過關。遊戲名稱將原本詞彙「一級棒」當中的「級」字，改成諧音字「屐」。
- 奮怒鳥大進擊：

〈奮怒鳥大進擊〉，或〈憤怒鳥大進擊〉（前期使用名稱），有三種版本
第一種:是參賽者於60秒內，坐在滑板上，然後「安置」在特定的大型彈弓道具上，並以此大型彈弓道具的彈性，「彈」向垂直道具3公尺外的3根蠟燭燭台道具上。參賽者必須以口吹熄所有燃燒中的蠟燭，即可過關。
第二種:是參賽者於60秒內，坐在滑板上，然後「安置」在特定的大型彈弓道具上，並以此大型彈弓道具的彈性，「彈」向垂直道具3公尺外的棉花糖。參賽者必須以嘴巴咬下一顆棉花糖，即可過關。
第三種:參賽者不用坐在滑板上，然後「安置」在特定的大型彈弓道具上，並以此大型彈弓道具的彈性，「彈」向垂直道具3公尺外的棉花糖。參賽者必須在60秒內以嘴巴咬下一顆棉花糖，即可過關。
遊戲名稱源自行動電話熱門手機遊戲《憤怒的小鳥》，並將遊戲名稱第一個字改為「奮」，表示現場的興奮與氣氛。
順帶一提，若是參賽者沒有乘坐好，從滑板上摔下，在地上成摔跤狀，主持人也會趁此嘲笑「這是哭倒在靈堂前」的情況（因為蠟燭台的樣子很像靈堂）。
- 啤啤挫：

參賽者在60秒內將啤酒杯推到紅色框框的區域即可過關，啤酒杯8個用完沒推到紅色框框內也算失敗。遊戲名稱，源自閩南語「咇咇掣」（普通話的意思是「很緊張」）。
- 一氣喝成：

參賽者在60秒內用製作單位特製的吸管將可樂吸到指定位置即可過關 遊戲名稱源自成語「一氣呵成」，並將「呵」字改成「喝」字。
- 一觸擊發：

參賽者在60秒內將由發球器的球打到過網即可過關，遊戲名稱源自成語「一觸即發」，並將「即」字改成「擊」字。
- 飄飄欲接：

參賽者有三次機會拿著較長的筷子來夾住紙。若第一次成功者，可獲得新臺幣10,000的獎金（以下貨幣單位均同），若第二次成功，則有5,000之獎金，第三次成功，則有3,000之獎金。
遊戲名稱，源自成語「飄飄欲仙」，並將「仙」字改成「接」字。
- 筷至人口：

- 面面聚倒：

在60秒內兩位參賽者由發球器的球用臉接住，並運到一公尺的容器即可過關。遊戲名稱源自成語「面面俱到」，將「俱到」二字改為「聚倒」。
- 你躍龍門：

- 一口咬定：

- 當頭砰喝：

〈當頭砰喝〉是參賽者於60秒內，以全力吹破一個背在身後的氣球。軟管長度約2公尺半，參賽者則對著這個軟管口用力吹，直至氣球被吹破為止。
遊戲名稱，源自成語「當頭棒喝」，並將「棒」字改成「砰」字。
- 自食其力：

- 我最吸金：

- 神叼俠侶（Bite Me）：

〈神叼俠侶〉是參賽者於60秒內，將3個特定的紙製購物袋，以不能用手取得，只能用嘴巴咬住的方式，運送距離至約3公尺的指定處放上。由於購物袋是放置於參賽者腳前的位置，故參賽者必須以向下彎腰的方式咬住購物袋。而購物袋的高度，會一次比一次還要短，也就是說：第一次的購物袋較長，第三次的購物袋最短。這對腰力不好的參賽者而言，是非常吃虧，且不易過關的遊戲項目。
遊戲名稱，源自金庸所編寫之武俠小說《神鵰俠侶》，並將「鵰」字改成「叼」字。
- 愛的勾勾纏：

- 驚爆九重天：

### 黃金ATM
〈黃金ATM〉，早期稱為〈黃金任務〉。共有數種版本，其內容如下敘述：

#### 撲克牌比大小
「撲克牌比大小」是主持人與參賽者相互較勁的撲克牌比大小遊戲。助理主持人會先洗牌，並請參賽者切牌，則開始發牌。若是參賽者累計猜中十次牌，或讓對方累積猜錯三次牌，則參賽者獲勝，可取得累計獎金；反之則失敗，不能取得獎金，只能取得獎品。
遊戲玩法，則是得知撲克牌的數字後，由參賽者猜出比該牌的數字大還是小，若猜對則累計猜對次數，猜錯則累計猜錯次數。不比花色只比大小，其大小是「A < 2 < 3 < 4 < 5 < 6 < 7 < 8 < 9 < 10 < J < Q < K」。若是連續出現同大小的牌，則判定該位猜牌者猜錯（失誤），並將猜牌權轉移給對手。如出現方塊7並猜比大，結果出現黑桃7，則為輸。
主持人兼關主，有著一開始決定是否先行或後行的決定權，也就是在得知第一張牌之後，會先出手決定要自己猜還是讓對方猜的權益。參賽者或關主若能連續猜對，考慮分攤風險，可以將機會讓給對方。此時，被接到機會者，就必須要猜比該牌大還是小，至少猜對一次才能自己繼續，或讓給對方。而猜錯的一方，若是未達三次失誤，則猜牌機會將無條件轉至另一方。其中一方若達累計十次猜對，或對方累計三次猜錯，則該方獲勝；反之則失敗。
撲克牌使用，則為特殊大型道具。

#### 吹牛大王搖骰盅
「吹牛大王搖骰盅」，是從2012年10月13日節目的〈黃金ATM〉新玩法。主持人與參賽者進行吹牛大王的遊戲，遊戲規則與《小氣大財神》相同，但喊牌是先從主持人兼莊家開始。此時，遊戲進行者就必須抓對方是否說謊。抓中者可得勝並計1分，反之抓錯者由另一方得勝並計1分。整場遊戲是以「三戰兩勝」制進行，意即取得兩分者獲勝。

#### 瘋狂疊疊樂
「瘋狂疊疊樂」，英文名稱The Crazy Janga Stacking，是製作單位特製大型的疊疊樂道具，並由主持人兼任關主與參賽者共同進行的遊戲。遊戲玩法與一般小型疊疊樂的玩法相同。主持人可以自行決定先攻還是後攻，則參賽者或主持人均隨機抽取任一板塊，並從最上方開始堆疊。放置板塊的方式不限，直至進行堆疊的一方因整體疊疊樂的重心不穩而倒塌時，進行方算失敗，等候方則獲勝。
後期，製作單位製作三塊金色的板塊。若參賽者能將這三塊板塊抽出，累計獎金即可加倍。但前提是若要取得獎金，仍必須是要贏得此遊戲才可。
若堆疊高度超過一個一般人的身高時，製作單位也準備了特別高度的梯子，以輔助參賽者堆疊板塊。考量到安全性，板塊的製作是採用特殊緩衝材質而成，因此板塊落下時，即使打到人也不會受傷。

## 註解
1. ↑  吳宗憲突破限娛令 幫大陸掃黑球[永久]

## 外部連結
- 黃金300秒的Facebook專頁

| 中天綜合台 星期一至星期五19:00－20:00 | 中天綜合台 星期一至星期五19:00－20:00  | 中天綜合台 星期一至星期五19:00－20:00 |
| ------------------------------------- | -------------------------------------- | ------------------------------------- |
|                                       | 黃金300秒 （2012.7.26. - 2013.1.25.）  |                                       |
| （未知）                              | 大家來報喜 （2013.1.28. - 2013.4.25.） |                                       |